# Perotis lugubris
Perotis lugubris es una especie de escarabajo barrenador metálico del género Perotis, categorizada en la tribu Dicercini, de la subfamilia Chrysochroinae. Fue descrita científicamente por Johan Christian Fabricius en 1777.

## Descripción
Mide 19 milímetros de longitud.

## Distribución
Se distribuye por Turquía. Se ha encontrado a altitudes de hasta 1600 metros.